# الصفا (الدقهلية)

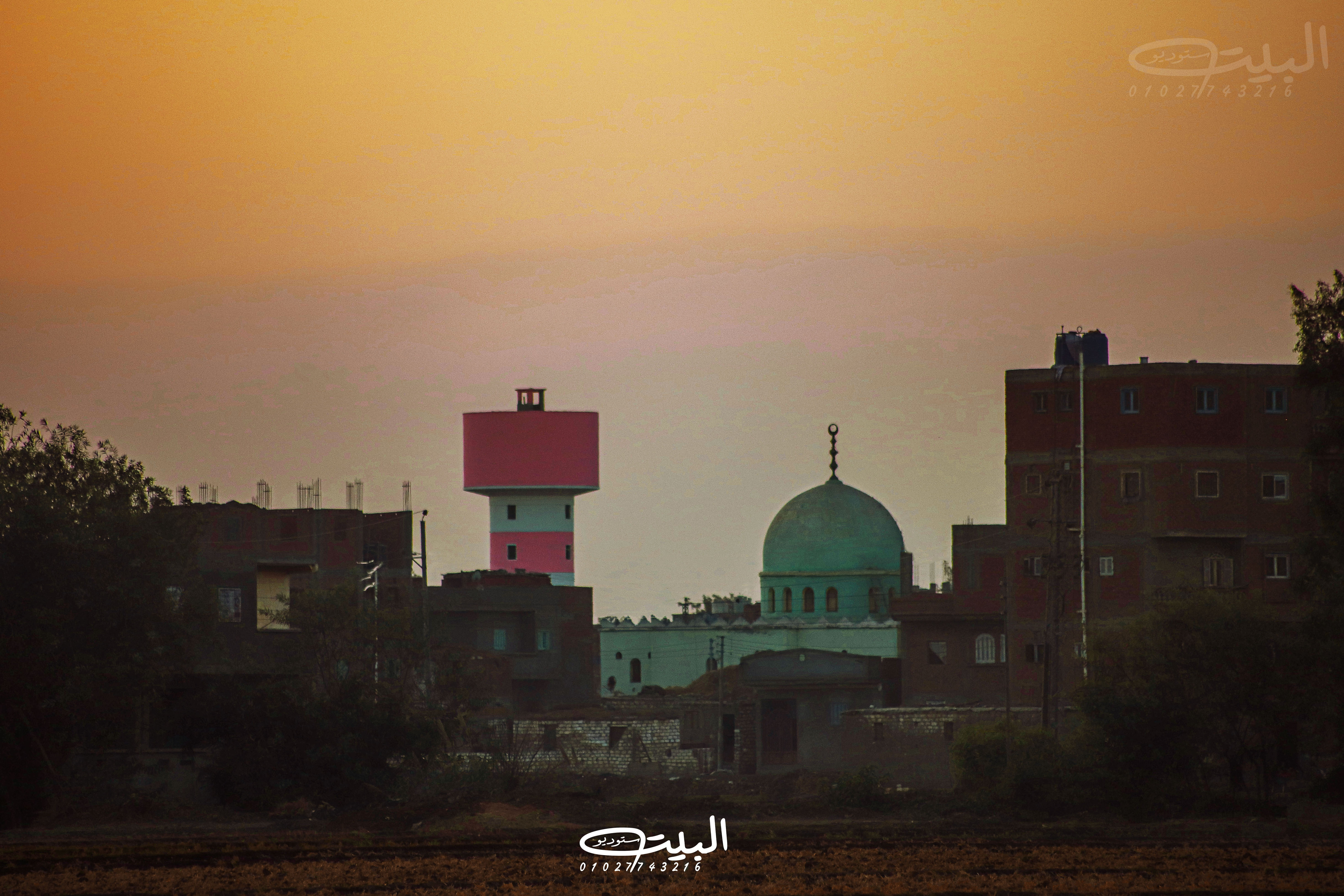
قرية الصفا مركز تمى الأمديد - مسجد العمدة والسهريج

قرية الصفا هي إحدى القرى التابعة لمركز تمي الأمديد في محافظة الدقهلية في جمهورية مصر العربية. حسب إحصاءات سنة 2006، بلغ إجمالي السكان في الصفا 6628 نسمة، منهم 3275 رجل و3353 امرأة.

## التاريخ
قرية الصفا من القرى القديمة، حيث وردت باسم «شبرا بَسْخَا» المعروفة أيضًا باسم «غرور» في أعمال الشرقية ضمن قرى الروك الصلاحي التي أحصاها ابن مماتي في كتاب قوانين الدواوين، كما وردت باسم «شبرى السخا» المعروفة بـ «غرور» في أعمال الشرقية ضمن قرى الروك الناصري التي أحصاها ابن الجيعان في كتاب «التحفة السنية بأسماء البلاد المصرية». وفي العصر العثماني وردت باسم «غرور» في التربيع العثماني الذي أجراه الوالي العثماني سليمان باشا الخادم في عصر السلطان العثماني سليمان القانوني ضمن قرى ولاية الدقهلية، وفي تاريخ 1228هـ/1813م الذي عدّ قرى مصر بعد المسح الذي قام به محمد علي باشا باسم «غرور» ضمن قرى مديرية الدقهلية. تغيّر الاسم سنة 1970م إلى قرية الصفا.